# 乌干达历史
乌干达历史，描述位於东部非洲的乌干达地区和居民的歷史。

## 早期历史
虽然人类在乌干达的活动可以追溯到公元前1,000年，但對於當時居民的生活細節现在知之甚少。乌干达人直到1,700年-2,300年之前，还是狩猎收集者。之后可能是来源于中非的讲班图语的部族，来到了这个国家的南部定居，带来了铁器铸造技术和新的社会和政治制度。基塔拉帝国（Empire of Kitara）涵盖了大部分大湖地区，从维多利亚湖、坦噶尼喀湖、艾伯特湖到基奥加湖。
当19世纪阿拉伯人和欧洲人来到的时候，这里有好几个王国，这些王国大约是16世纪建立的。其中最大最重要的王国叫做布干达。

## 乌干达保护地(1894-1962)
1888年英国将此地置于不列颠东非公司管辖下。1894年又成为英国的保护领。

## 乌干达独立初期(1962-71)
乌干达于1962年从英国独立。1961年3月1日举行的首次选举中，民主党的贝内迪克托努卡成为第一任首席部长。在接下来的一年，乌干达成为一个共和国，保持其英联邦成员资格。
1966年2月，总理米尔顿·奥博特中止宪法，除去总统和副总统的職位。1967年9月，新宪法宣布了一个新的乌干达共和国，赋予总统更大的权力，并取消了传统的王国。

## 伊迪·阿明统治下的乌干达(1971–79)
1971年1月25日，伊迪·阿明发动军事政变，将奥博特政府赶下台，随后自封为总统，解散议会，修改宪法，巩固自己的绝对权力。
接下来8年中，阿明军事统治乌干达，并且带来了巨大的杀戮来维持着他的统治。 阿明制造了经济衰退、社会解体、仇視並驅逐烏干達亞裔居民（印度人）和大规模侵犯人权的行为。阿乔利和Langi族群成为特殊群体，因为他们支持奥博特并且组成了很大一支军队。1978年，据国际法学家估计，超过10万乌干达人在阿明的恐怖统治中丧生。
1978年10月，坦桑尼亚军队击退了进入坦桑尼亚境内的阿明军队。在乌干达流亡者的支持下，坦桑尼亚军队进行了对乌干达的解放战争。1979年4月11日，坎帕拉被抓获。阿明逃往支持他的利比亚。

## 1979年以来乌干达
阿明垮台后，乌干达全国解放阵线成立了临时政府，以优素福·卢莱为总统和Jeremiah Lucas Opira为安全部长。政府通过了一项部长级的管理制度，并创建了一个准议会的组织—全国协商委员会（NCC）。1979年6月，随着一系列对于是否扩大总统权力的争议之后，戈弗雷·比奈萨取代了卢莱。
在对于临时总统的持续争议中，比奈萨于1980年5月下台。此后，乌干达由保罗·穆万加主持的军事委员会统治。
1996年，在第一次刚果战争中，乌干达为一大重要支持者，来推翻薩伊总统蒙博托·塞塞·塞科。
在1998年至2003年间，乌干达军队参与了第二次刚果战争，并且支持刚果反政府武装。
2005年8月，议会通过宪法修改案，允许总统的任期限制。
2006年2月23日，乌干达总统和议会选举举行。乌干达选举委员会宣布，穆塞韦尼获胜，再次连任总统。
在2011年的总统选举中，穆塞韦尼再次获胜，继续连任总统。他的这一次连任还招致了后来反对党的批评和选举舞弊的指控，首都坎帕拉市区还发生了一些游行和骚乱。